# Titanoleptes eros
Titanoleptes eros (лат.) — вид сенокосцев рода Titanoleptes из семейства Gonyleptidae. Бразилия (Штат Эспириту-Санту, Санта-Тереза). Название T. eros происходит от имени Эроса, бога любви из греческой мифологии, чьим римским аналогом был Купидон. Таким образом, это название является зеркальным отражением другого сходного вида рода — T. cupidensis.

## Описание
Крупные сенокосцы (тело около 1 см, с ногами около 5 см). Фон тела и придатков зеленовато-желтый с некоторыми более темными крапинками, особенно на карапаксе. Ноги пары IV значительно темнее. Брюшко, как и спина, с ячеистой сетчатостью. От близких видов (T. cupidensis) отличается следующими признаками: окуляриум у обоих полов с двумя высокими прямыми шипами, одноцветными с фоном; скутальная область III вооружена небольшими парамедианными округлыми бугорками; свободный тергит III вооружён медианным апофизом у обоих полов; тазик IV самца без ретролатерального апофиза. Трохантер IV самца с проксимальным пролатеральным коническим апофизом. Дорсальный профиль скутума гамма-пириформный в дорсальном виде, уплощенный, так что сегмент Cx IV значительно толще скутума в боковом виде. Карапакс в средней части сердцевидный, с узким и низким окуляриумом. Окуляриум вооружен парой парамедианных, крупных, расходящихся шипов. Лобный бугорок низкий, снабжен парой мелких гранул. Две озопоры, первая щелевидная, вторая округлая. Мезотергум разделен на 4 скутальные области, хотя области III и IV интенсивно слиты друг с другом, за исключением латеральных третей, где видны слабые бороздки. Область I длинная, разделена на широко соединенные половины. Область II проецируется в область I. Область III сильно изогнута вперед и умеренно вдается в область II.
Карапакс гладкий и невооруженный, область I с поперечным рядом из пяти гранул с каждой стороны, область II с таким же рядом из 10 гранул, без особенно развитых в середине. Области III—IV с двумя рядами по несколько гранул плюс парамедианная пара более крупных округлых бугорков, образующих трапецию, причем задние бугорки значительно меньше передних и более широко расставлены. Область V (задний край скутума) с поперечным рядом гранул. Боковые края скутума с рядом бугорков, простирающихся от середины карапакса до области V и увеличивающихся в размерах к задней части. Каждый свободный тергит с рядом более крупных гранул, свободный тергит III с крупным спиновидным апофизом. Задний край дорсума скутума с дугообразной вогнутостью. Брюшко: сегмент Cx I свободный, остальные соединены туберкулярными мостиками. Cx IV значительно крупнее всех остальных вместе взятых, без вентроапикального бугорка. Задний край стигматической области глубоко вогнут. Свободные тергиты каждый с поперечным рядом гранул. Стигматическая область с очень длинной осью и крупными, эллиптическими, скошенными стигматами.  Пателла и голень IV покрыты жёлтыми заострёнными бугорками.
Педипальпы умеренно удлиненные, длина равна длине тела. Все ноги стройные, только нога IV со значительным утолщением. Ноги с I по III полностью не вооружены. Ноги I—II прямые, III слегка изогнуты. Ноги пары IV: удлиненные, изогнуты к срединной линии на 1/2 длины. Провентрально есть ряд многочисленных, мелких, заостренных бугорков по всей длине бедра. Ретровентрально имеется ряд многочисленных мелких заостренных бугорков + невооруженная срединная область + 6 более крупных бугорков дистально. Ретродорсально: ряд бугорков, причем самые базальные и дистальные из них крупнее, а RD9 — самый крупный. Дорсально: ряд мелких бугорков, из которых более заметны Do6 — Do8. Продорсально: ряд многочисленных мелких заостренных бугорков по всей длине бедра. Формула лапок: 6(3)-6(3)/10(3)-10(3)/7-7/8-8 (самец), 6(3)/9(3)/7/8 (самка).